# Simone Stortoni
Simone Stortoni (Chiaravalle, 7 juli 1985) is een Italiaans voormalig wielrenner. Hij reed voor onder meer Lampre en Androni Giocattoli.
Stortoni beëindigde in 2015 zijn professionele carrière en opende een fietsenwinkel.

## Belangrijkste overwinningen
2007
Giro del Belvedere
2008
Gran Premio Industrie del Marmo

## Resultaten in voornaamste wedstrijden
| Jaar | Ronde van Italië | Ronde van Frankrijk | Ronde van Spanje |
| ---- | ---------------- | ------------------- | ---------------- |
| 2010 | 73e              |                     |                  |
| 2011 | 79e              |                     |                  |
| 2012 |                  | 69e                 |                  |
| 2013 | 56e              |                     |                  |
| 2014 |                  |                     |                  |
| 2015 | 50e              |                     |                  |

| Jaar | Milaan-San Remo | Amstel Gold Race | Luik-Bast.‑Luik | Ronde van Lombardije | Waalse Pijl |  | Wereldranglijsten |
| ---- | --------------- | ---------------- | --------------- | -------------------- | ----------- |  | ----------------- |
| 2010 | opgave          |                  |                 |                      |             |  | 174e (UWK)        |
| 2011 | 93e             |                  |                 |                      |             |  |                   |
| 2012 |                 | 141e             | 107e            |                      | 67e         |  |                   |
| 2013 |                 | opgave           | 135e            |                      |             |  |                   |
| 2014 |                 |                  |                 |                      |             |  |                   |
| 2015 | 117e            |                  |                 | opgave               |             |  |                   |

## Ploegen
- 2009 –  CSF Group-Navigare
- 2010 –  Colnago-CSF Inox
- 2011 –  Colnago-CSF Inox
- 2012 –  Lampre-ISD
- 2013 –  Lampre-Merida
- 2014 –  Amore & Vita-Selle SMP (vanaf 15/05)
- 2015 –  Androni Giocattoli-Sidermec

Anacona ·
Bertagnolli ·
Boets · 
Bole ·
Bono ·  
Cimolai ·   
Cunego ·
Graziato ·
Hondo ·
Kostjoek ·
D. Kryvtsov ·
J. Krivtsov ·
Kvatsjoek ·
Lloyd ·
Malori ·
Marzano ·
Mori ·
Niemiec ·
Petacchi ·
Pietropolli ·
Possoni ·
Righi ·
Scarponi ·
Sjejdyk ·
Spezialetti ·
Stortoni ·
Ulissi ·
Viganò ·
Cattaneo (stagiair) ·
Viola (stagiair) ·
Wackermann (stagiair)
Anacona ·
Bono ·  
Cattaneo ·
Cimolai ·   
Cunego ·
Dodi ·
Đurasek ·
Favilli ·
Ferrari ·
Graziato ·
Lloyd ·
Malori ·
Mori ·
Niemiec ·
Palini ·
Petacchi (tot 23/04) ·
Pietropolli ·
Polanc ·
Pozzato ·
Richeze ·
Scarponi ·
Serpa ·
Stortoni ·
Ubeto ·
Ulissi ·
Viganò ·
Wackermann ·
Bonifazio (stagiair) ·
Cambianica (stagiair) ·
Conti (stagiair)
Appollonio · Bandiera · Benfatto · Chicchi · Dall'Antonia · Ebsen · Frapporti · Gálviz · Gatto · Giménez · Godoy · Nardin · Padour · Pellizotti · Rodríguez · Sella · Stortoni · Taborre · Taliani · Tvetcov · Zilioli · Zordan · Barbero (stagiair) · Viel (stagiair) · Viola (stagiair)